# Тоурдархидна
Тоурдархидна (исл. Þórðarhyrna) — один из семи подледниковых вулканов под ледником Ватнайёкюдль в Исландии.
Последнее извержение произошло в 1910 г, предыдущее — в 1903 г. Извержение в 3550±500 г до н.э. привело к излиянию 150 000 000 м³ лавы в области Bergvatnsarhraun к югу от Тоурдархидна. В период извержений с 1887 по 1889 г имел показатель вулканической эксплозивности равный 2.
Существует механическое взаимодействие между вулканами Тоурдархидна и Гримсвётн, несмотря на то что они находятся сравнительно далеко друг от друга, поэтому извержение 1902—1904 гг было объединённым с извержением Гримсвётна и обладало показателем вулканической эксплозивности равным 4.
Разлом, идущий от Тоудархидна по направлению к Хамаринну (исл. Hamarinn), разделяет две существенно различных тектонических области.